# Sebastian Fülle
Sebastian Fülle (* 27. Juli 1992 in Berlin) ist ein deutscher Basketballspieler. Fülle spielte von 2011 bis 2014 mit Doppellizenz für den deutschen Erstligisten Alba Berlin, der in jener Zeit zweimal den Ligapokal-Wettbewerb BBL-Pokal sowie die Vizemeisterschaft 2014 gewann.

## Karriere
Nachdem Fülle in seiner Jugend zunächst in Berlin im Verein bei den Karower Dachsen sowie den Marzahner Basket Bären im Ostteil der Stadt gespielt hatte, wechselte der Jugendnationalspieler 2008 vom TuS Lichterfelde im Südwesten der Stadt zum Erstligaverein Alba. Mit der Juniorenmannschaft von Alba, zu der auch Fülles ältere ehemalige Marzahner Vereinskameraden Niels Giffey, Nico Adamczak, Steven Monse und Martin Seiferth gehörten, wurde er in der Nachwuchs-Basketball-Bundesliga (NBBL) 2009 deutscher Meister. In der folgenden Saison blieben aus dem Meisteraufgebot im Wesentlichen nur Giffey, Konstantin Klein und Fülle übrig. Trotzdem erreichte man als Titelverteidiger beim Finalturnier das Endspiel, in dem sich Team Urspring jedoch den Titel zurückholte. In Fülles letzter NBBL-Saison 2010/11 schied der Alba-Nachwuchs frühzeitig in den Play-offs aus der Titelvergabe aus.
Im Herrenbereich spielte Fülle in der zweiten Mannschaft von Alba, der 2010 der Aufstieg in die dritthöchste Spielklasse 2. Bundesliga ProB gelang. Nach dem Klassenerhalt in der Abstiegsrunde der ProB-Spielzeit 2010/11 verlor man in der folgenden Saison in dieser gegen die Reserve des Erstligavereins Skyliners Frankfurt und stieg wieder in die Regionalliga ab. Seit der Erstliga-Saison 2011/12 gehörte Fülle auch fest dem Erstliga-Kader von Alba an, in dem er in jener Spielzeit mittels Doppellizenz seine ersten beiden Kurzeinsätze in der höchsten deutschen Spielklasse hatte. Während Fülle auch weiterhin hauptsächlich in der zweiten Mannschaft spielte, kam er in der Saison 2012/13 zu weiteren 14 Kurzeinsätzen in der Basketball-Bundesliga sowie drei Kurzeinsätzen im höchstrangigen europäischen Vereinswettbewerb EuroLeague-Saison 2012/13. Zusammen mit dem Mannschaftskapitän und „Alt-Internationalen“ Sven Schultze war Fülle in der Saison 2013/14 einer der wenigen verbliebenen Spieler des Vorjahreskaders, doch Fülle blieb der Durchbruch in der ersten Mannschaft versagt, stattdessen wurde er von Akeem Vargas verdrängt, der als Youngster des Jahres der ProA-Spielzeit 2012/13 nach Berlin gewechselt war. Wie im Jahr zuvor gewann Alba den BBL-Pokal, bei dem Fülle in keinem Spiel des Wettbewerbs eingesetzt wurde, und wurde zudem Vizemeister 2014. Fülle verließ daraufhin nach nur vier Kurzeinsätzen in der Saison 2013/14 Alba und wechselte in die 2. Bundesliga ProA, wo er sich dem Zweitligisten Oettinger Rockets aus Gotha anschloss. In der ProA-Runde 2014/15 gewann er mit den Thüringern zwar die Play-off-Viertelfinalserie gegen den Landesrivalen Science City Jena, verlor aber die über den Erstliga-Aufstieg entscheidende Halbfinalserie gegen den Hauptrundenersten und sofortigen Wiederaufsteiger s.Oliver Baskets aus Würzburg.
Zur Saison 2015/16 kehrte Fülle in seine Heimatregion zurück und schaffte an der Seite einer früheren NBBL-Mannschaftskameraden Adamczak und Friedrich Lotze mit dem SSV Lokomotive Bernau den Aufstieg in die dritthöchste Spielklasse 2. Bundesliga ProB, der der Verein zuletzt 2012 angehört hatte. Nachdem den Bernauern der Aufstieg am Saisonende praktisch nicht mehr zu nehmen war, kam es zu einer Sperre von Fülle, die gegen diesen wegen einer fehlenden Teilnahmeberechtigung bei einem Meisterschaftsspiel mit seinem Stammverein Karower Dachse erlassen wurde.
Im Juni 2016 wurde er vom Mitteldeutschen BC unter Vertrag genommen. Der MBC war zuvor aus der Bundesliga in die ProA abgestiegen und rief den Wiederaufstieg als Ziel für die Saison 2016/17 aus. Dieses Vorhaben wurde in die Tat umgesetzt: Auf dem Weg zum Gewinn des ProA-Meistertitels 2017 kam Fülle in 32 Spielen zum Einsatz und erzielte im Schnitt drei Punkte je Begegnung.
Im Sommer 2017 kehrt er zu Lok Bernau zurück, 2018 wechselte er zum RSV Eintracht, mit dem er in der Saison 2018/19 den Wiederaufstieg in die 2. Bundesliga ProB schaffte. Er war Mannschaftskapitän der Brandenburger und überzeugte durch seine Wurfstärke. Fülle spielte bis 2022 für den RSV Eintracht und anschließend für die BG 2000 Berlin in der 1. Regionalliga.